# Station Karczmarka
Station Karczmarka is een spoorwegstation in de Poolse plaats Karczmarka.